# Усі

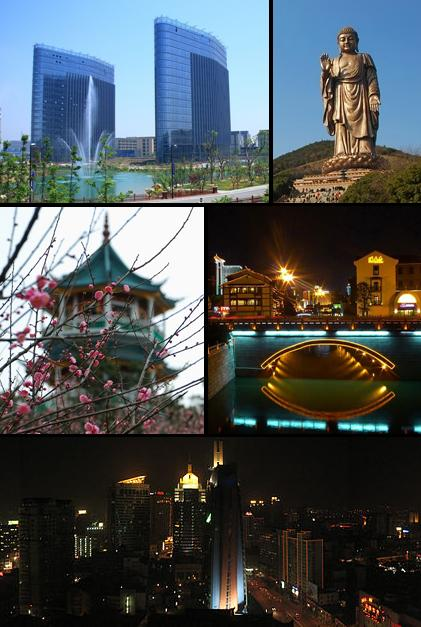

Усі (кит.: 无锡) — міський округ в китайській провінції Цзянсу, що у пониззі річки Янцзи. Назва міста перекладається українською мовою як «немає олова», а до того як олов'яні рудники були вироблені, він називався Юсі, що означає «є олово».

## Клімат
Місто знаходиться у зоні, котра характеризується вологим субтропічним кліматом. Найтепліший місяць — липень із середньою температурою 28 °C (82.4 °F). Найхолодніший місяць — січень, із середньою температурою 3.1 °С (37.6 °F).
| Клімат Усі              | Клімат Усі | Клімат Усі | Клімат Усі | Клімат Усі | Клімат Усі | Клімат Усі | Клімат Усі | Клімат Усі | Клімат Усі | Клімат Усі | Клімат Усі | Клімат Усі | Клімат Усі |
| Показник                | Січ.       | Лют.       | Бер.       | Квіт.      | Трав.      | Черв.      | Лип.       | Серп.      | Вер.       | Жовт.      | Лист.      | Груд.      | Рік        |
| Середня температура, °C | 3,1        | 4,2        | 8,5        | 14,5       | 19,9       | 24         | 28         | 27,7       | 23         | 17,5       | 11,6       | 5,4        | 15,6       |
| Норма опадів, мм        | 38.2       | 57.2       | 75.4       | 94         | 106.8      | 164.1      | 161.6      | 122.4      | 119.3      | 58.8       | 51.6       | 33.6       | 1083       |
| Днів з опадами          | 10,3       | 11,7       | 13,2       | 14         | 13,9       | 13,1       | 12,5       | 11,9       | 12,8       | 11,6       | 10,8       | 10,1       | 145,9      |
| Вологість повітря, %    | 73.9       | 75.3       | 75.3       | 76.4       | 77         | 80.2       | 81.1       | 80.5       | 80.8       | 77.9       | 76.2       | 73.8       | 77.4       |
| ----------------------- | ---------- | ---------- | ---------- | ---------- | ---------- | ---------- | ---------- | ---------- | ---------- | ---------- | ---------- | ---------- | ---------- |
| Джерело: Weatherbase    |            |            |            |            |            |            |            |            |            |            |            |            |            |

## Адміністративно-територіальний поділ
Міський округ Усі ділиться на 5 районів, 2 міських повіти:
- район Лянси (梁溪区)
- район Сішань (锡山区)
- район Хуейшань (惠山区)
- район Чун'ань (崇安区)
- район Синву (新吴区)
- міський повіт Їсін (宜兴市)
- міський повіт Цзян'інь (江阴市)

Усі — це історично та культурно видатне місто, яке з давніх часів було процвітаючим економічним центром як експортним центром рису, шовку та текстилю. За останні кілька десятиліть вона стала великим виробником електродвигунів, програмного забезпечення, сонячних технологій і деталей для велосипедів. Місто розташоване в південній дельті річки Янцзи та на озері Тай, яке з його 48 острівцями користується популярністю серед туристів. Визначними пам’ятками є парк Ліху, мальовнича зона Великого Будди на горі Ліншань і його 88-метровий (289 футів) великий Будда біля статуї Лін Шань, парк Сіхуей, зоопарк Усі та парк розваг на озері Тайху та музей Усі.
Місто обслуговується міжнародним аеропортом Сунан Шуофан, відкритим у 2004 році, метро Усі, відкритим у 2014 році, а також міжміською високошвидкісною залізницею Шанхай–Нанкін і високошвидкісною залізницею Пекін–Шанхай, які з’єднують місто з Шанхаєм.
Усі також є великим містом серед 200 найкращих міст світу за результатами наукових досліджень, як відстежує Nature Index [5], і домом для Університету Цзяньнань, єдиного ключового національного університету «Подвійного першокласного плану будівництва» в місто. Усі також має один із найвищих рівнів ВВП на душу населення серед усіх міст Китаю.

## Транспорт
З липня 2014 року в Усі працює метрополітен.
Міжнародний аеропорт Сунан Шуофан
Залізничний вокзал Усі